# Eremiaphila zetterstedti
Eremiaphila zetterstedti es una especie de mantis de la familia Eremiaphilidae.

## Distribución geográfica
Se encuentra en las partes más áridas de África.